# Bellmunt d’Urgell
Bellmunt d’Urgell település Spanyolországban, Lleida tartományban. Bellmunt d’Urgell Montgai, Penelles és Bellcaire d’Urgell községekkel határos. Lakosainak száma 182 fő (2024).

## Népesség
A település lakosságának változását az alábbi diagram mutatja:
| Lakosok száma | 50   | 532  | 392  | 301  | 229  | 226  | 215  | 192  | 185  | 182  |
|               | 1717 | 1887 | 1936 | 1960 | 1986 | 2004 | 2009 | 2014 | 2019 | 2024 |